# Pădurea Hârboanca
Pădurea Hârboanca este o arie protejată de interes național ce corespunde categoriei a IV-a IUCN (rezervație naturală de tip forestier și botanic), situată în județul Vaslui, pe teritoriul administrativ al comunei Ștefan cel Mare.

## Localizare
Pădurea Hârboanca se află în Podișul Central Moldovenesc, în partea central-nordică a județului Vaslui și cea sud-vestică a satului Brăhășoaia, pe malul drept al râului Bârlad.

## Descriere
Rezervația naturală întinsă pe o suprafață de 43,10 hectare și declarată arie protejată prin Legea Nr.5 din 6 martie 2000 (privind aprobarea Planului de amenajare a teritoriului național - Secțiunea a III-a - zone protejate) este o zonă în versantul drept al văii Bârladului și reprezintă o arie naturală de interes forestier și floristic, datorită speciilor arboricole și ierboase afalate în perimetru acesteia.

## Floră

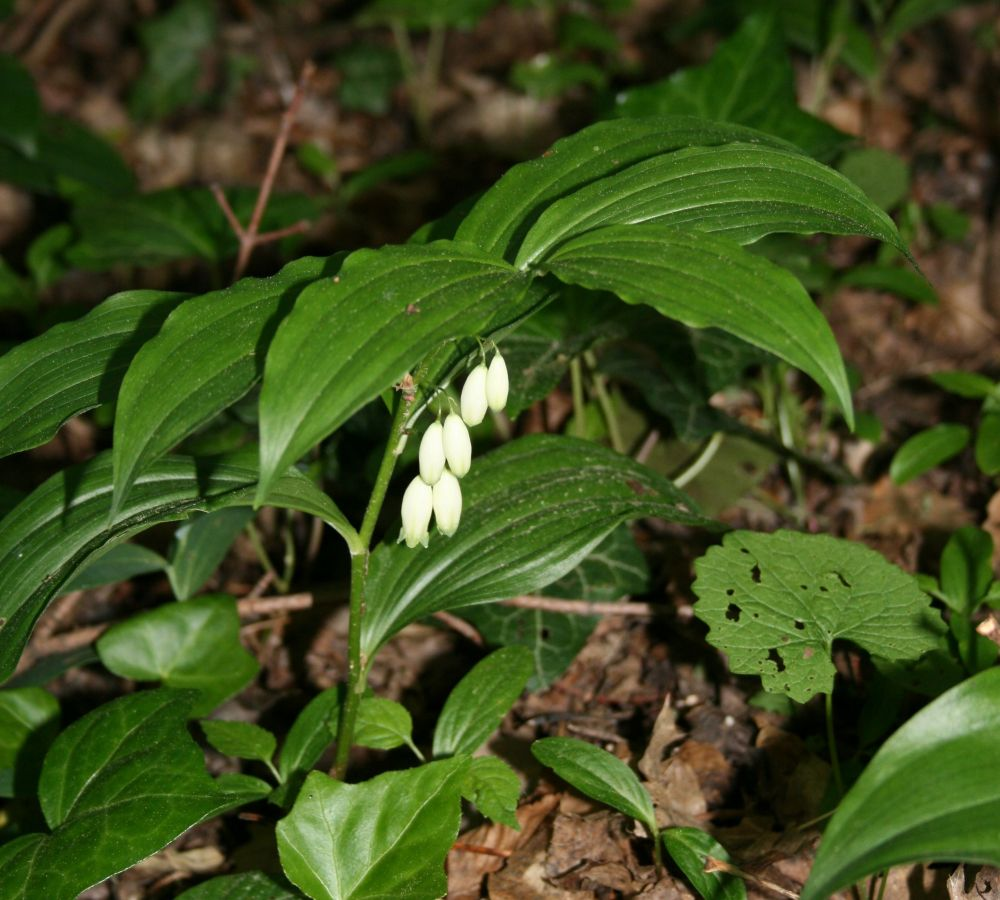
Pecetea lui Solomon (Polygonatum latifolium)

Vegetația forestieră este constituită din mai multe specii de arbori și arbusti, printre care: stejar (Quercus robur), stejar pufos (Quercus pubescens), gârniță (Quercus frainetto), carpen (Carpinus betulus), cer (Quercus ceris), scoruș (Sorbus domestica), migdal pitic (Prunus tenulla) sau răsură (Rosa gallica).
La nivelul ierburilor vegetează specii floristice de: rostogol  (Echinops sphaerocephalus), garofiță (din genul Dianthus membranaceus), o specie de toporași din genul Viola jordanii Hanry, viorele albe  (Viola alba),  brândușă (din genul Crocus renticulatus), pochivnic (Asarum europaeum), gura lupului (Scutellaria altissima), lăcrămioară (Convallaria majalis), stânjenei (din genul Iris graminea), pecetea lui Solomon (Polygonatum latifolium), sânziene de pădure (Galium schultesii), păiuș (Festuca valesiaca), iarbă deasă (Poa nemoralis).

### Specii floristice

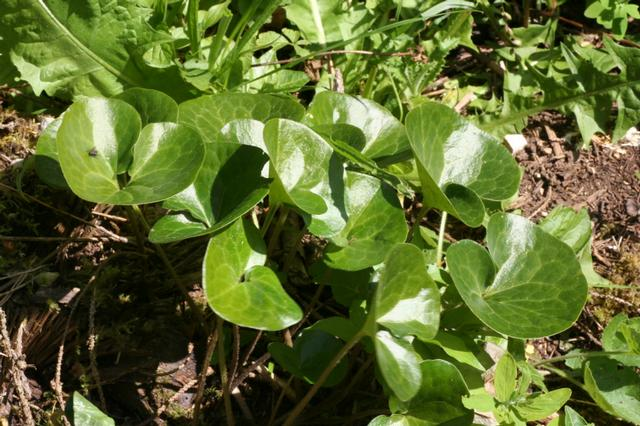
Pochivnic (Asarum europaeum)
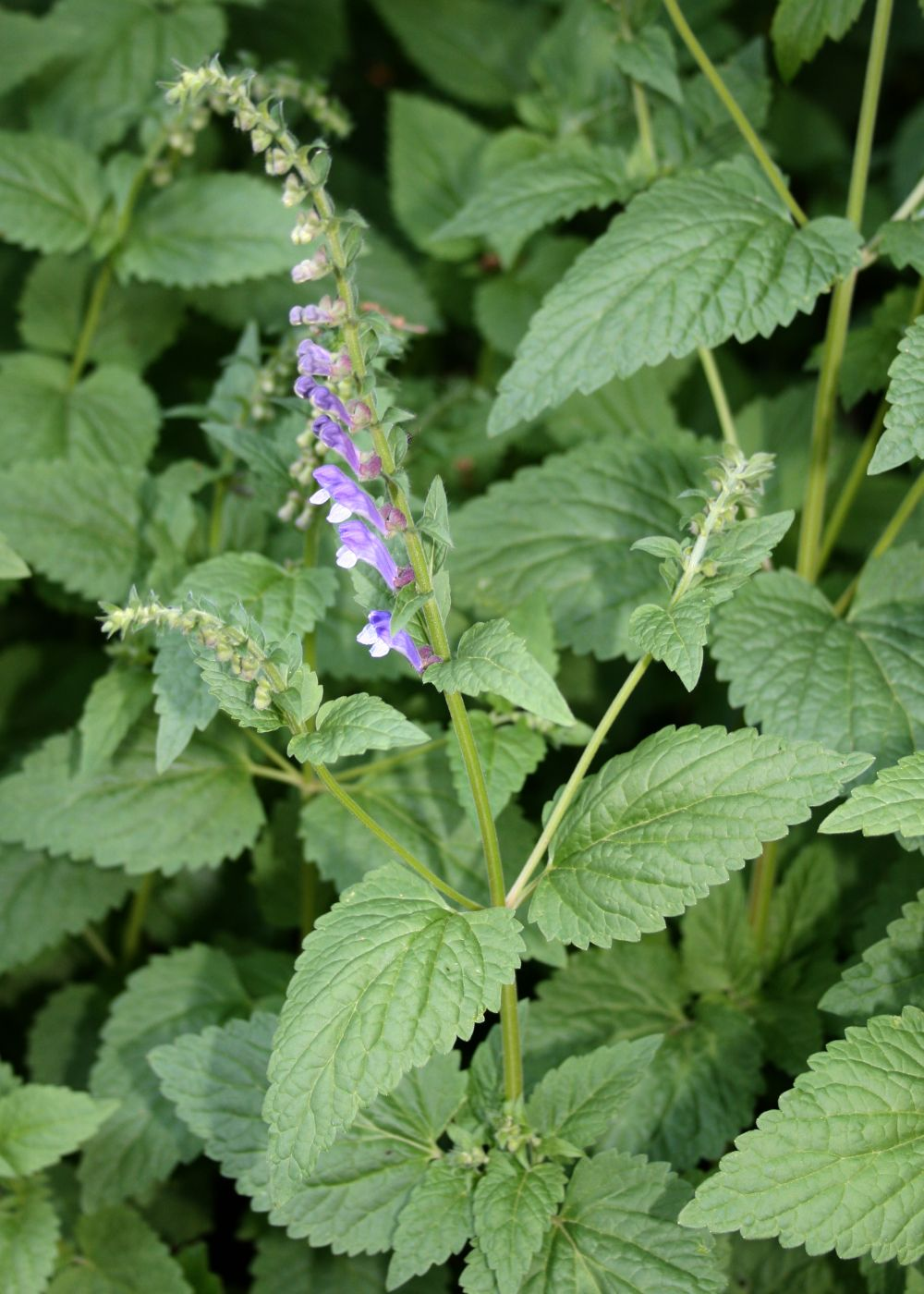
Gura lupului (Scutellaria altissima)
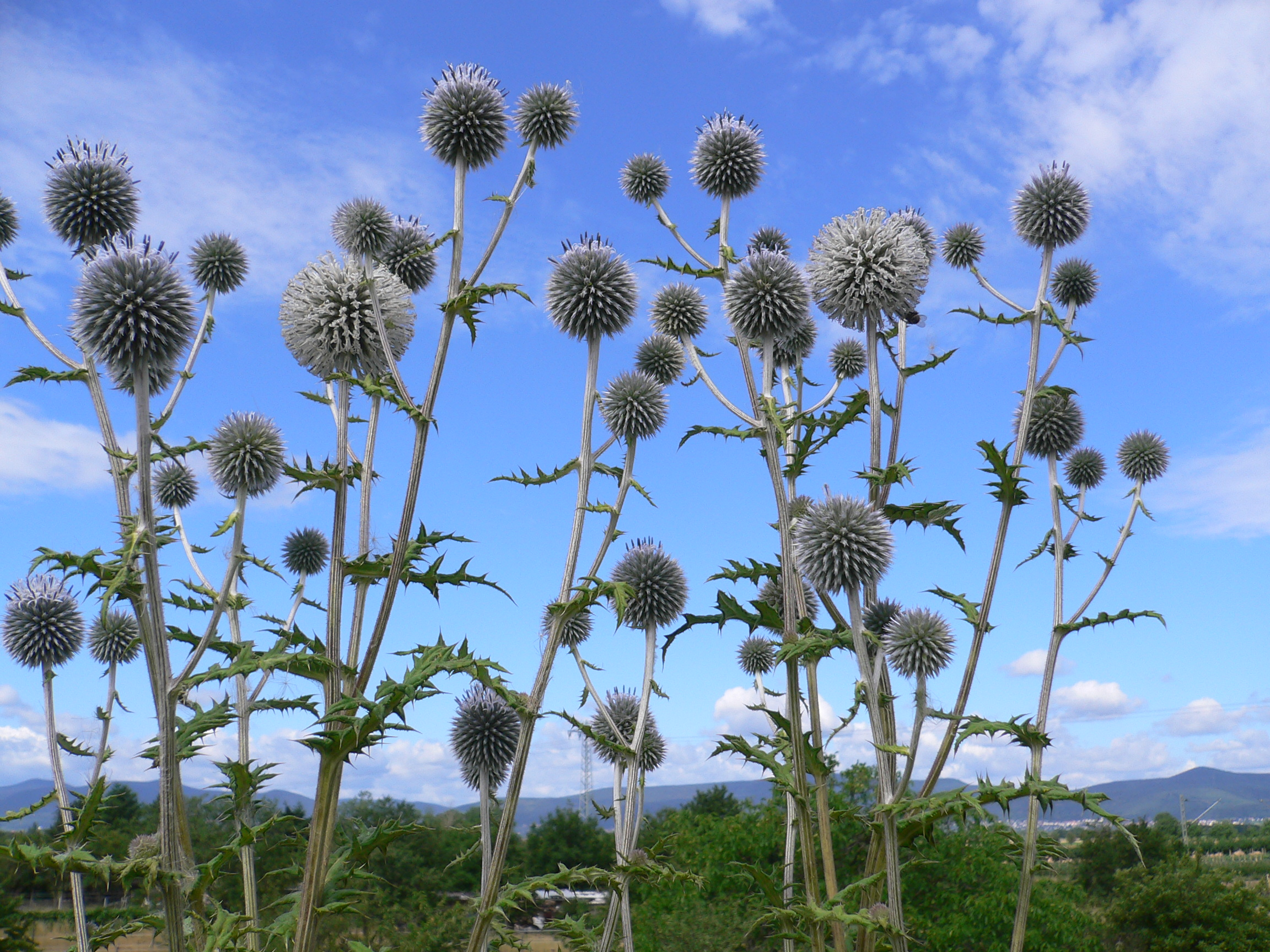
Rostogol (Echinops sphaerocephalus)